# Distretto di Manhuš
Il distretto di Manhuš (in ucraino Мангушський район?) era un distretto dell'Ucraina, situato nell'oblast' di Donec'k. Il suo capoluogo era Manhuš.
Fino al maggio 2016 era noto come distretto di Peršotravnevyj (ucraino: Першотравневий район).
È stato soppresso con la riforma amministrativa del 2020.